# Qassimiut Helistop
Qassimiut Helistop (IATA: , ICAO: BGQT) er en grønlandsk flyveplads beliggende i Qassimiut med et skærvelandingsområde med en radius på 15 m. I 2008 var der 64 afrejsende passagerer fra flyvepladsen fordelt på 40 starter (gennemsnitligt 1,60 passagerer pr. start).
Qassimiut Helistop drives af Mittarfeqarfiit, Grønlands Lufthavnsvæsen. Statens Luftfartsvæsen fører tilsyn med flyvepladsen.

## Eksterne links
- AIP for BGQT fra Statens Luftfartsvæsen Arkiveret 8. marts 2012 hos  Wayback Machine